# MOB SQUAD (アルバム)
『MOB SQUAD』（モブ・スクアッド）は、Dragon Ash、麻波25、SOURCEのスプリット・アルバムである。

## 概要
- レーベル「MOB SQUAD」所属のアーティスト達が参加(麻波25は2004年に、SOURCEは2007年に解散している)。

## 収録曲
1. MOB SQUAD (4:04) / Dragon Ash feat.PASSER,HUNTER,黒兄,ONO-G 
作詞:Kj,PASSER,HUNTER,黒兄,ONO-G、作曲:Kj
Dragon Ashの11thシングル FANTASISTA収録曲。
2. Revive (4:34) / Dragon Ash 
作詞:Kj、作曲:Dragon Ash
Dragon Ashの7thアルバム HARVEST収録曲。
3. Massy Evolution (4:25) / Dragon Ash
作詞:Kj、作曲:Dragon Ash
Dragon Ashの7thアルバム HARVEST収録曲。
4. Thousand Times (3:40) / Dragon Ash
作詞:Kj、作曲:Dragon Ash
5. Potential (3:04) / SOURCE
作詞:黒兄・ONO-G、作曲:Sou
SOURCEの2ndアルバム Desert Island収録曲。
6. SANCTUARY (4:17) / SOURCE 
作詞:黒兄・ONO-G、作曲:Sou
SOURCEの2ndアルバム Desert Island収録曲。
7. Turn up (3:58) / SOURCE 
作詞:黒兄・ONO-G、作曲:Kentaro・Sou
8. WALKING WITH GLOW (4:26) / 麻波25 
作詞:PASSER,HUNTER,、作曲:YUICHI,SHAKAN'BASS
麻波25のベストアルバム BEST,LAST AND LOST収録。
9. BEATS OF CLAPPING (4:12) / 麻波25
作詞:PASSER,HUNTER,、作曲:PASSER
麻波25のベストアルバム BEST,LAST AND LOST収録。
10. GET YOUR TOMORROW (3:45) / 麻波25
作詞:PASSER,HUNTER,、作曲:TOMO
麻波25の4thアルバム MUSIC BOX収録。
11. MOB SQUAD II (4:11) / 麻波25 feat.Kj,黒兄,ONO-G
作詞:PASSER,HUNTER,Kj,黒兄、作曲:PASSER
麻波25のベストアルバム BEST,LAST AND LOST収録。